# Gordon Gravelle
Gordon Gravelle é um ex-jogador profissional de futebol americano estadunidense

## Carreira
Gordon Gravelle foi campeão da temporada de 1975 da National Football League jogando pelo Pittsburgh Steelers.